# 外傷性脳損傷
外傷性脳損傷（がいしょうせいのうそんしょう、traumatic brain injury）は、頭部に物理的な衝撃が加わり起こる脳損傷。略称TBI。軽度のものは軽度外傷性脳損傷(mild traumatic brain injury＝MTBI)（脳震盪とも言われる）と区別することもある。頭部がダメージを受ける機構については、頭部外傷の項を参照のこと。
脳の一部が局所的にダメージを受ける脳挫傷とは異なり、脳の軸索が広範囲に損傷を受けるもの。軽度から中程度の損傷においては、早期回復が期待されるが、高次脳機能障害に至った場合、記憶力、注意力の低下や人格形成やコミュニケーション能力に問題が生じるほか、四肢の麻痺が生じることもある。外見上、健常人と何ら変化は無いが、社会適応性が損なわれるため、通常の生活が送れずに苦しむ患者は多い。

## 疫学

TBIの原因。多い順に、転倒、交通事故、殴打、武器、不明、その他、自転車、その他、自殺

外傷性脳損傷の発症原因の多くは、交通事故や階段からの転落などの事故と目されているが、アメリカ合衆国では、兵士が交戦時に負傷する例で知られている。
1990年代以降の非対称戦争では、地雷や携帯型小型ミサイルを改造した即席爆発装置（IED）が使用されるようになったが、即席といえども爆風は音速を超える強さとなる。外見上は無傷に近いものの、後日、深刻な外傷性脳損傷を受けていたことが判明する例も増加した。これら兵士が帰還後に記憶障害や歩行障害に苦しむ例が増えたため、アメリカ政府は2009年に診断基準を変更、2001年から2009年10月まで約14万人が受傷したとの結果をとりまとめている。

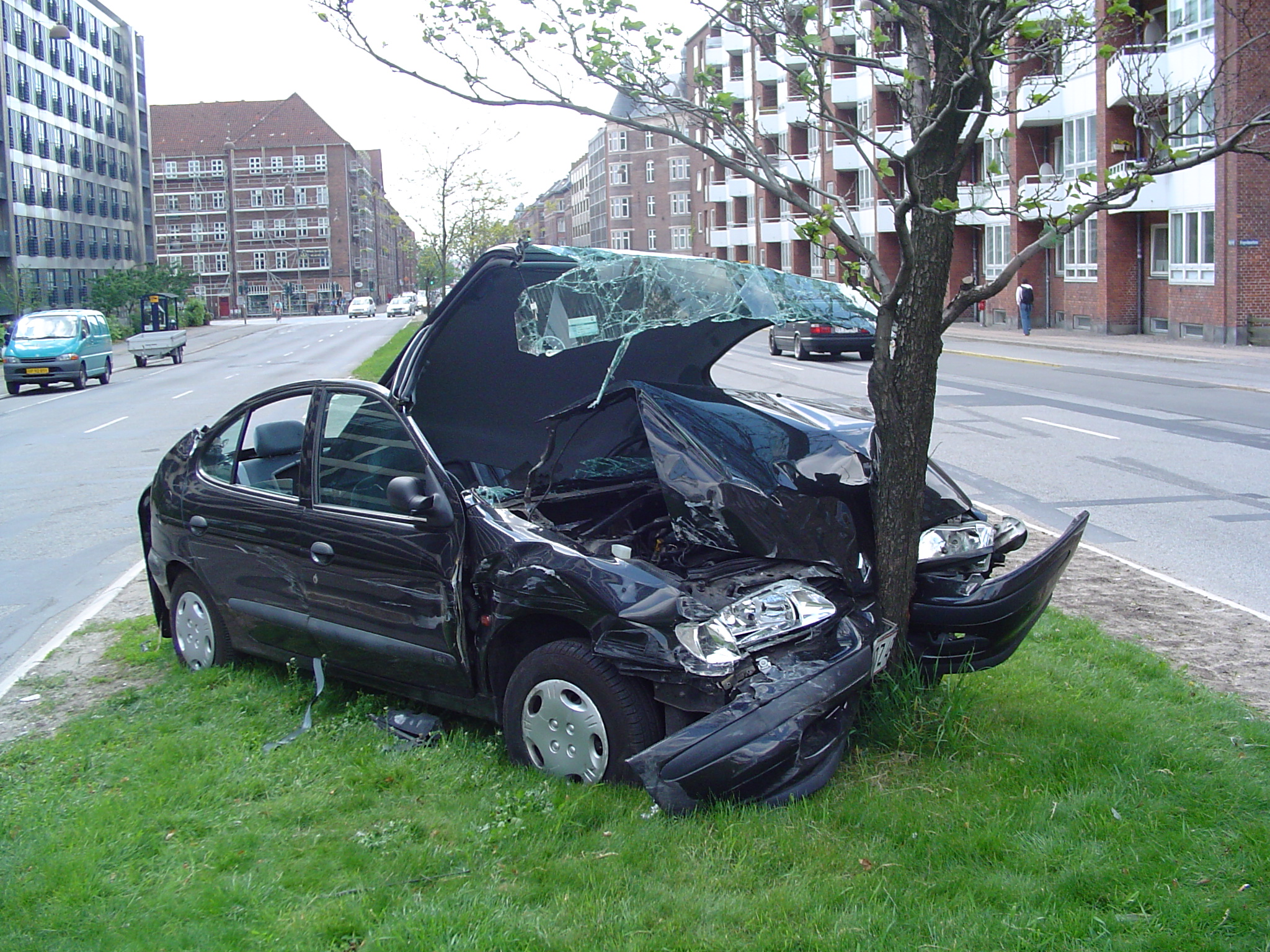
木に正面衝突した交通事故の例
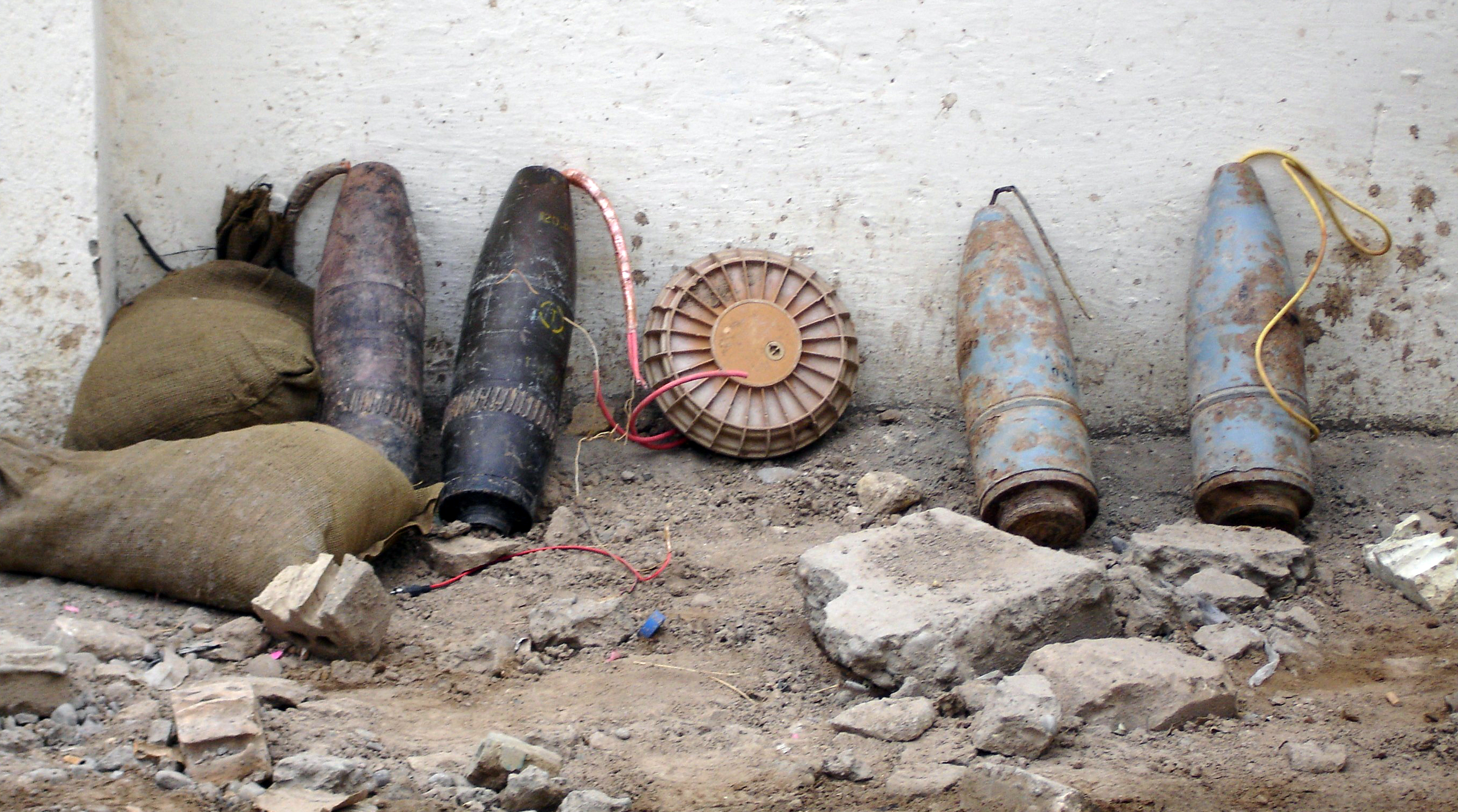
即席爆発装置に使われる爆発物の例
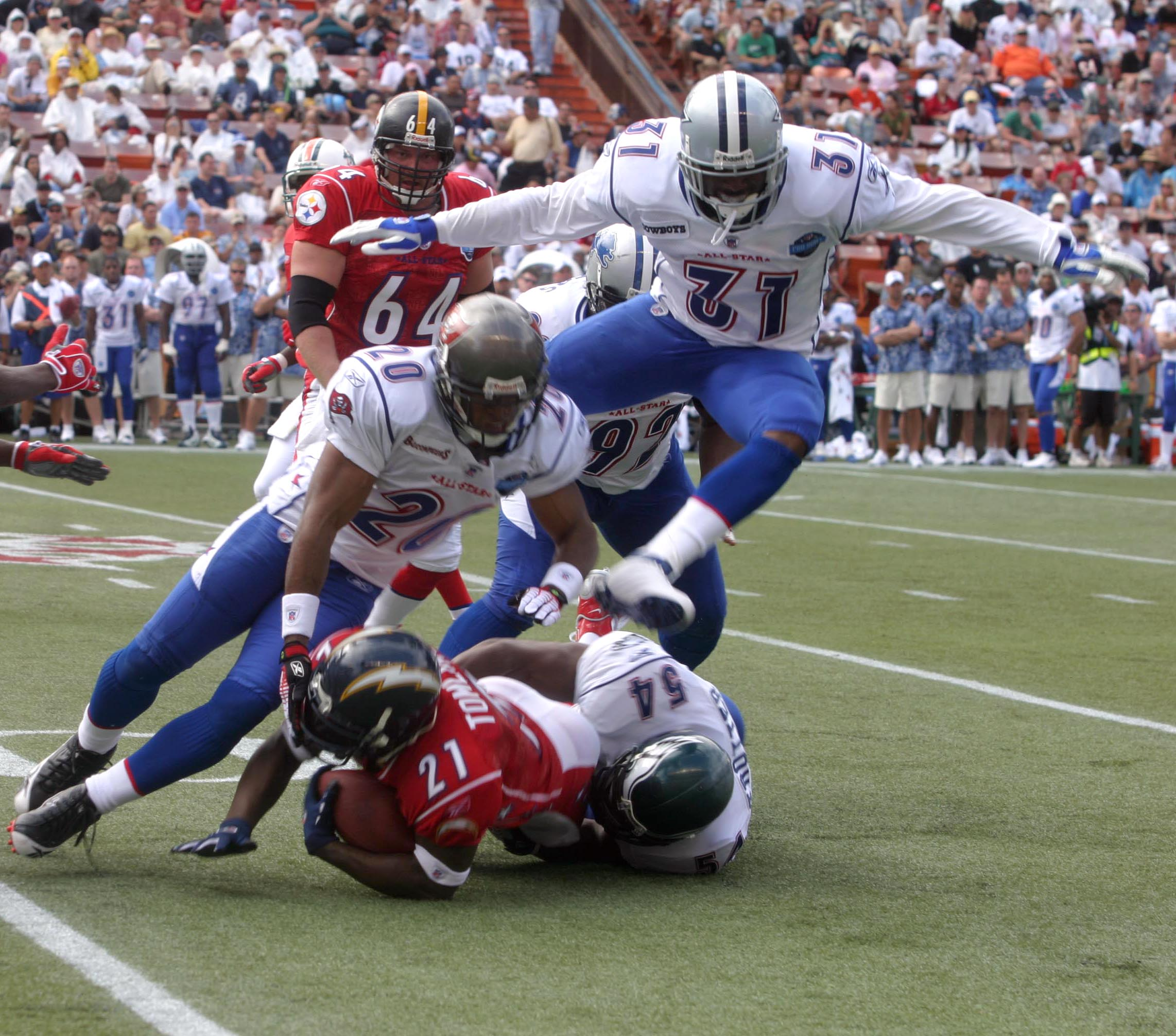
防具を着用するアメフト